# Понятовский, Иосиф Иосифович
Иосиф Иосифович (Юзеф Юзефович) Понятовский (19 января 1925, хутор Тихорецк, Северо-Кавказский край (сейчас г. Тихорецк, Краснодарский край, РФ), РСФСР, СССР — 19 марта 1985, г. Кишинёв, Молдавская ССР (сейчас Республика Молдова), СССР) — советский скульптор, архитектор, писатель, поэт.

## Биография
Родился в семье Анны Евстафьевны и Иосифа Иосифовича, моряка Дальневосточного флота и рабочего, и был девятнадцатым (из выживших — четвёртым) и последним ребёнком у матери, родной брат Михаил, старшие сводные сестра и брат — Василиса и Григорий.
Мать Иосифа Понятовского во время Первой мировой войны, когда её муж-кузнец ушёл на фронт, работала молотобойцем. Анна Евстафьевна спасла будущего мужа Иосифа Иосифовича, выловив его в реке Амур после крушения корабля, везшего его в ссылку. Сама она была в ссылке из-за раскулачивания. Брат Иосифа Михаил родился в Белогорске. Сам же Иосиф Иосифович родился в Тихорецке после разрешения переселиться в Краснодарский край.
Когда Понятовскому было 13 лет, отца арестовали по ложному доносу соседей о контрреволюционной пропаганде польского национализма и непримиримой борьбе с советским режимом среди работников железнодорожного транспорта. Отец был в ссылке в Карелии, строил Беломоро-Балтийский канал. В начале Великой Отечественной войны отец Иосифа просился в штрафной батальон. В 1941 г. отца расстреляли. В 1958 г. его реабилитировали.
В 1939 г. Иосиф Понятовский окончил семилетнюю тихорецкую школу № 36 Северо-Кавказской железной дороги.
В апреле 1942 г. из 9-го класса железнодорожной средней школы был мобилизован в железнодорожный техникум.
В июле 1942 г. был эвакуирован. Управлением Северо-Кавказской железной дороги был направлен на работу в г. Чарджоу в Вагонно-ремонтный пункт № 2 станции Чарджоу Ашхабадской железной дороги, где вместе с братом Михаилом — мастером автоматного цеха, работал слесарем-автоматчиком 4-го разряда, вырабатывал производственные нормы на 350—400 процентов, был групповым комсомольским организатором, уже тогда рисовал плакаты, писал лозунги, участвовал в издании боевого листка в цеху. Затем был отозван для работы по месту прежнего жительства в Вагонно-ремонтное депо.
В августе 1943 г. после окончания Ставропольской дорожной технической школы до августа 1945 г. работал осмотрщиком вагонов в Тихорецком вагонном депо Северо-Кавказской железной дороги.
В 17 лет во время Великой Отечественной войны вместе со старшим братом Михаилом вывели обоз, состоящий из стариков, женщин и детей, из окружения во время бомбёжки, добывали для них яблоки, вылечив людей от дизентерии. Об этом подвиге было написано в газете. С Понятовских сняли клеймо «сын врага народа».
В 1944 г. Пролетарский районный военный комиссариат г. Ростова-на-Дону признал Иосифа непригодным для призыва в армию.
В 1945 г. поступил в Ленинградское высшее художественно-промышленное училище им. В. И. Мухиной на факультет архитектуры и декоративной скульптуры. Окончил с отличием полный курс названного училища по специальности художественная обработка металла. Ему была присвоена квалификация художника декоративно-прикладного искусства. В дипломной работе выполнил парадную люстру, бра и прочие металлические элементы декора для станции метро «Нарвская» г. Ленинграда.
В 1952 г. женился на Галине.
В 1953 г. в г. Ленинграде взял в жёны свою землячку Ирину Алексеевну Велижеву, студентку-библиографа Ленинградского государственного библиотечного института им. Н. К. Крупской. По распределению выбрал Молдавию.
В 1953—1955 гг. работал архитектором в Республиканском проектном институте «Молдавстройпроект», который в 1954 г. был переименован в «Молдгипрогорсельстрой».
В 1954 г. в г. Кишиневе у Ирины и Иосифа родился сын Александр, впоследствии ставший кустарем.
В 1955 г. служил сначала архитектором в Управлении по делам архитектуры при Совете министров МССР, потом старшим архитектором по охране памятников архитектуры в Государственном комитете Совета министров МССР по делам строительства и архитектуры.
В 1957 г. начал работать архитектором-инспектором отдела охраны памятников Министерства культуры МССР, затем стал начальником отдела охраны памятников материальной культуры. Отстоял от разрушения две церкви, в том числе Мазаракиевскую.
В 1963 г. стал начальником отдела ИЗО, музеев и охраны памятников Министерства культуры МССР.
В 1972—1976 гг. был членом правления Союза художников МССР, был членом Союза художников МССР с 1955 г. и членом Союза художников СССР с 1957 г.
Написал в соавторстве с искусствоведом К. Д. Родниным книгу «Памятники молдавской архитектуры XIV—XIX вв.» в 1960 г. Писал стихотворения.
Создал работы: внутренняя ограда в Парке Победы (г. Ленинград, 1951 г., сейчас снесена), парадная люстра, бра и прочие металлические элементы декора для станции метро «Нарвская» г. Ленинграда (г. Ленинград, сейчас г. Санкт-Петербург), две кованые решетки, в том числе с лирой, торшеры и фонарь молдавского драматического театра им. А. С. Пушкина, сейчас национальный театр им. М. Эминеску (г. Кишинёв, МССР, 1953), решетки в Зале Верховного Совета (г. Кишинёв, МССР, 1954 г.), памятники на местах археологических раскопок в Молдавии (МССР, 1955 г.), витраж, оформление портала, решетки на двери, ограда вокруг санатория «Молдова» (г. Одесса, УССР, сейчас Украина, 1956—1957 гг.), витраж двери Академии наук МССР (г. Кишинёв, МССР), барельеф с портретами членов временного рабоче-крестьянского правительства МАССР — И. Н. Криворукова, И. И. Бадеева, Г. И. Старого, К. В. Галицкого, А. И. Строева (МССР), бюст молдавского писателя Константина Стамати (с. Окница, МССР, 1957), голова актрисы А. С. Завьяловой, бюст активному деятелю подпольного рабочего движения в Бессарабии П. Д. Ткаченко (МССР, 1957 г.), бюст летчику-испытателю С. А. Шестакову (МССР, 1961 г.), бюст борцу-чемпиону (МССР), барельеф «Народ и армия едины» (МССР), барельеф «Лето» (цв. шамот, МССР), памятник (скульптура и два барельефа) «Борцам за власть Советов» (в соавторстве с А. Ф. Майко и Л. Л. Фитовым, г. Кишинев, МССР, 1966 г.), голова бригадира швейной фабрики Р. Попова (МССР, 1967 г.), «Октябрь» (МССР, 1967 г., гранит), голова председателя комитета бедноты Ф. Бойко (шамот, с. Незвертайловка, МССР, 1967 г.), бюст герою гражданской войны А. Онике (МССР), бюст русскому генералу-фельдмаршалу, главнокомандующему во время Отечественной войны 1812 г. М. И. Кутузову (пос. Кутузово, сейчас Яловены, МССР), головы «1941 г.», памятник В. И. Ленину (г. Суворово, сейчас г. Штефан-Водэ, МССР, 1970 г.), фигура и бюсты «В. И. Ленин. 4 натуры» (МССР, 1972 г.), барельф портрет архитектора А. В. Щусева (г. Кишинёв, МССР, 1973 г.), памятник погибшим воинам, мемориал (с. Болотино, МССР), памятник комсомольцам, павшим в войне 1941—1945 гг. (Рышканский район, МССР), памятник воинам 1941—1945 гг. (с. Бурланешты, МССР), памятник скорбящей земле-матери (с. Фетица, МССР), памятник скорбящим женщинам и детям в Великой Отечественной войне (с. Яблона, сейчас с. Яблоана, МССР), мемориал Победы, сейчас мемориальный комплекс «Вечность» («Eternitate») (гранитная крошка, в соавторстве с А. Ф. Майко, арх. А. А. Минаев, г. Кишинёв, МССР, открыт 9 мая 1975 г.), памятник В. И. Ленину (арх. Э. Я. Сааков, пос.г. типа Ставчены, МССР, 1979—1981, снесен в 1990 г.), памятник красногвардейцу П. Д. Шкодину (МССР), памятник «Вечная память борцам за власть Советов» (г. Красноводск, сейчас г. Туркменбаши, Туркменистан), памятник погибшим в Великой Отечественной войне и врачам, и раненым в госпиталях г. Красноводска (г. Красноводск, сейчас г. Туркменбаши, Туркменистан) и др.
Был награждён медалью за доблестный и самоотверженный труд в период Великой Отечественной войны (1945 г.), нагрудным знаком «Отличному работнику культуры МССР» (1967 г.), нагрудным знаком «За активное участие в развитии города» (1975 г.), юбилейной медалью «Тридцать лет победы в Великой Отечественной войне 1941—1945 гг.» (1975 г.).
В 1979 г. родилась внучка Анастасия, а в 1984 г. — Елена, продолжившие династию художника.
Умер от рака. Похоронен на кладбище «Дойна», сейчас кладбище св. Лазаря в Кишиневе.